# ATP Tour 250
De ATP Tour 250 is een reeks tennistoernooien voor de mannen waarbij de winnaar 250 punten voor de wereldranglijst krijgt. De toernooien vallen onder de auspiciën van de ATP.
De reeks is gestart in 2009 met de herstructurering van het ATP-circuit. Tot die tijd werd dit ATP-niveau aangeduid met de term "ATP International Series". Vanaf 2009 is de toernooienreeks hernoemd tot ATP World Tour 250, waarin 250 verwijst naar het aantal rankingpunten dat de winnaar verdient. Vanaf 2019 is 'World' komen te vervallen en ging de serie verder onder de naam ATP Tour 250.
De reeks bestaat uit 40 toernooien. Aan de toernooien doen 32 mannen mee in het enkelspel en 16 in het dubbelspel. De enige uitzondering is het ATP-toernooi van Winston-Salem waarbij 48 mannen in het enkelspel spelen en 24 in het dubbelspel.

## Statistieken

### Meeste titels
Enkelspel
| #  | Speler             | Aantal |
| -- | ------------------ | ------ |
| 1  | Thomas Muster      | 26     |
| 2  | Roger Federer      | 25     |
| 3  | Lleyton Hewitt     | 22     |
| 4  | Andy Roddick       | 21     |
| 5  | Pete Sampras       | 20     |
| 6  | Jevgeni Kafelnikov | 19     |
| 6  | Michael Chang      | 19     |
| 6  | Andre Agassi       | 19     |
| 9  | Andy Murray        | 17     |
| 9  | Marin Čilić        | 17     |
| 10 | Nikolaj Davydenko  | 16     |
| 10 | David Ferrer       | 16     |
| 10 | Richard Gasquet    | 16     |

Dubbelspel (2000-heden)
| # | Speler           | Aantal |
| - | ---------------- | ------ |
| 1 | Mike Bryan       | 46     |
| 2 | Bob Bryan        | 44     |
| 3 | František Čermák | 26     |
| 4 | Mate Pavić       | 23     |
| 5 | Horia Tecău      | 22     |
| 6 | Bruno Soares     | 19     |
| 7 | Oliver Marach    | 18     |
| 7 | Robert Lindstedt | 18     |

Spelers die nog actief zijn, zijn vet weergegeven.

Voor het laatst bijgehouden op 30 november 2024.